# Валь (Германия)
Валь (нем. Waal) — ярмарочная община в Германии, в Республике Бавария..
Община расположена в административном округе Швабия в северной части района Восточный Алльгой и непосредственно подчиняется управлению административного сообщества Бухлоэ. Региональный шифр — 09 777 177. Центр общины — хаупторт Валь.
По данным на 31 декабря 2014 года:
- территория — 2794,24 га;[2]
- население — 2224 чел.;[3]
- плотность населения — 79.59 чел./км²;
- землеобеспеченность с учётом внутренних вод — 12564 м²/чел.

## Население
По оценке на 31 декабря 2015 года население общины Валь составляет 2250 чел. 

| Дата      | 1840 | 1871 | 1900 | 1925 | 1939 | 1950 | 1961 | 1970 | 1987 | 2011 |
| --------- | ---- | ---- | ---- | ---- | ---- | ---- | ---- | ---- | ---- | ---- |
| Население | 1463 | 1491 | 1533 | 1531 | 1344 | 2171 | 1712 | 1737 | 1784 | 2180 |

| Год       | 1960 | 1970 | 1980 | 1990 | 2000 | 2009 | 2010 | 2011 | 2012 | 2013 | 2014 | 2015 |
| --------- | ---- | ---- | ---- | ---- | ---- | ---- | ---- | ---- | ---- | ---- | ---- | ---- |
| Население | 1675 | 1716 | 1711 | 1812 | 2052 | 2216 | 2198 | 2178 | 2181 | 2239 | 2224 | 2250 |